# Thelephora aurantiotincta
Thelephora aurantiotincta är en svampart som beskrevs av Corner 1968. Thelephora aurantiotincta ingår i släktet vårtöron och familjen Thelephoraceae.   Inga underarter finns listade i Catalogue of Life.